# Abdelhakim Belhadj
Abdelhakim Belhadj, o Abd al-Hakim Balhaj (Nome di battaglia Abu Abdallah Assadaq) (Tripoli, 1º maggio 1966), è un guerrigliero libico.

## Biografia
È un comandante dei ribelli anti-Gheddafi della guerra civile libica iniziata nel 2011. È un noto combattente islamista ed è stato membro del Gruppo dei combattenti islamici libici (in arabo الجامعة الإسلامية المقاتلة بليبيا‎?) e veterano della guerra russo-afghana. È stato arrestato in Thailandia nel 2004, e fu interrogato dalla CIA prima di essere consegnato alle autorità libiche.
Nel 2008 le autorità Libiche lo hanno liberato assieme ad altri 170 islamisti. È stato a capo delle forze ribelli che hanno conquistato Tripoli il 21 agosto 2011 ed è diventato conseguentemente il comandante del Consiglio Militare della città. Belhadj criticò aspramente pochi giorni dopo la sua liberazione, la partecipazione delle autorità statunitensi e britanniche al suo arresto ed annunciò di voler prendere in considerazione un'azione legale contro di esse.